# Pojemność zadłużeniowa
Pojemność zadłużeniowa (ang. debt capacity) – punkt odniesienia dla wartości możliwego długu, wielkość dźwigni finansowej jaką może uzyskać przedsiębiorstwo u swoich wierzycieli.
Pojemność zadłużeniowa jest kategorią alternatywną wobec pojęcia luki finansowej, nie jest wykazywana w bilansie, nie znajdziemy jej w innym sprawozdaniu finansowym przedsiębiorstwa, jest wartością możliwą lub oczekiwaną, może mieć średnioważony koszt swojego wykorzystania będący funkcją cen długu na rynku kapitałowym, koszt wykorzystania pojemności zadłużeniowej można rozpatrywać w kategoriach kosztu średniego lub krańcowego. W przypadku występowania dodatniego efektu dźwigni finansowej należy ją rozpatrywać jako wymaganą wartość długu maksymalizującą wartość przedsiębiorstwa. Jej wyznaczenie jest niezbędne w procesie poprzedzającym realizację przedsięwzięć inwestycyjnych finansowanych długiem zapewniających dodatnią stopę zwrotu z inwestycji. Dla właścicieli przedsiębiorstwa pojemność zadłużeniowa wyznacza wartość potencjalnej inwestycji o indywidualny koszcie i ryzyku.

## Ewolucja poglądów na temat pojemności zadłużeniowej
Pierwotnie pierwszą definicję pojemności zadłużeniowej podał S.C. Myers (1977) – punkt, w którym wzrost wykorzystania długu zmniejsza całkowitą wartość rynkową zadłużenia firmy (Myers, 1977).
Przy założeniu doskonałych rynków kapitałowych, pojemność zadłużeniowa jest definiowana jako wartość długu, powyżej której przedsiębiorstwo nie uzyska kolejnych pożyczek pomimo zaoferowania większej możliwości spłaty zadłużenia (Dias Jr & Ioannou, 1995; Kim, 1978; Turnbull, 1979).
Pojemność zadłużeniowa to punkt, w którym ryzyko bankructwa przekracza akceptowalny poziom (Donaldson, 1978). Pojemność zadłużeniową to „wystarczająco wysokie” wskaźniki zadłużenia, w ramach których ponoszone koszty finansowe uniemożliwiają dalsze emisje długu (Chirinko & Singha, 2000; Shyam-Sunder & Myers, 1999). Pojemność zadłużeniowa dotyczy racjonalnego poziomu długu wykorzystywanego przez przedsiębiorstwo przy założeniu określonej wielkości i zmienności oczekiwanych zasobów gotówki, z uwzględnieniem warunków otoczenia ekonomicznego (Rizzi, 1993, p. 25). Pojemność zadłużeniowa jest w ścisłym związku ze zdolnością przedsiębiorstwa do obsługi określonego poziomu długu oraz ustaleniem jego docelowej, maksymalizującej wartość wysokości (optymalny poziom struktury kapitału). Na podstawie badań empirycznych, na przykładzie przedsiębiorstw notowanych na Giełdzie Papierów Wartościowych w Warszawie, w okresie pandemii COVID-19 wysokość pojemności zadłużeniowej utrzymywała się na względnie stałym poziomie mimo spadku przychodów, zysku netto oraz wskaźników ROE i ROA, w pierwszym kwartale 2020 r.

## Podstawa pojemności zadłużeniowej (ang.debt capacity base)
W celu wyznaczenia maksymalnej pojemności zadłużeniowej należy w pierwszej kolejności ustalić wartość podstawy pojemności zadłużeniowej {\displaystyle (DC_{B})}.
W przypadku długu zaciąganego przez osoby fizyczne nie prowadzące działalności gospodarczej podstawę pojemności zadłużeniowej stanowi wartość rocznego dochodu rozporządzalnego {\displaystyle (DR)} generowanego przez gospodarstwo domowe pomniejszona o przydające do spłaty w danym roku zobowiązania, co należy wyrazić wzorem:
{\displaystyle DC_{B}=DR,}
gdzie:
{\displaystyle DC_{B}} – podstawa pojemności zadłużeniowej,
{\displaystyle DR} – dochód rozporządzalny.
W przypadku długu zaciąganego przez podmioty prowadzące działalność gospodarczą (w tym przedsiębiorstwa) podstawę pojemności zadłużeniowej stanowią wolne przepływy pieniężne (FCF) – (ang. free cash flow) lub wolne przepływy pieniężne do firmy (FCFF) (ang. free cash flow to firm) dla zobowiązań z okresem spłaty powyżej jednego roku, oraz wartość kapitału pracującego (ang. working capital) (zamiennie używa się określenia kapitału obrotowego netto (ang. net working capital)) dla zobowiązań spłacanych w okresie do jednego roku, co należy wyrazić wzorem:
{\displaystyle DC_{B}=FCF+WC,}
gdzie:
{\displaystyle DC_{B}} – podstawa pojemności zadłużeniowej,
{\displaystyle FCF} – wolne przepływy pieniężne,
{\displaystyle WC} – kapitał pracujący.

## Wolne przepływy pieniężne –FCF(ang.free cash flow)
W finansach przedsiębiorstw wolne przepływy pieniężne (FCF) – (ang. free cash flow) lub wolne przepływy pieniężne do firmy (FCFF) (ang. free cash flow to firm) to wartość gotówki jaką można pobrać z firmy bez wygenerowania problemów w jej działalności.
Wolne przepływy pieniężne to wartość gotówki dostępna dla właścicieli kapitału własnego i wierzycieli, będąca nadwyżką (lub niedoborem) środków pieniężnych, które mogą powstać w wyniku prowadzenia przez przedsiębiorstwo działalności operacyjnej, finansowej i inwestycyjnej po uregulowaniu zobowiązań wobec dostarczycieli kapitału. Wolne przepływy pieniężne to wartość być przydatna dla stron, takich jak posiadacze udziałów, długu, akcji uprzywilejowanych i zamiennych papierów wartościowych, którzy chcą zobaczyć, ile gotówki można pobrać z firmy bez powodowania problemów w jej działalności. Pojęcie wolnych przepływów pieniężnych nie jest jednoznacznie zdefiniowane w literaturze i mogą one być obliczane według różnych formuł w zależności od odbiorców i dostępnych danych. W zależności od odbiorców można również wprowadzić szereg udoskonaleń i dostosowań, aby spróbować wyeliminować zniekształcenia. W praktyce stosuje się trzy podstawowe podejścia, mające na celu wyznaczenie wolnych przepływów pieniężnych, oparte na:
1. {\displaystyle EBIT} (zysku przed spłatą odsetek i opodatkowaniem):
{\displaystyle FCF=EBIT(1-T)+D+A-\Delta WC-CAPEX}
2. Zysku netto {\displaystyle (NI)} (ang. net income):
{\displaystyle FCF=NI+D+A+I(1-T)+\Delta WC-CAPEX}
3. {\displaystyle EBITDA} (zysk operacyjny przed odsetkami, podatkiem, deprecjacją i amortyzacją):
{\displaystyle FCF=EBITDA(1-T)+(D+A)T+\Delta WC-CAPEX}
gdzie:
{\displaystyle FCF} – wolne przepływy pieniężne,
{\displaystyle EBIT} – zysk operacyjny przed opodatkowaniem,
{\displaystyle T} – stopa podatku dochodowego,
{\displaystyle D} – deprecjacja,
{\displaystyle A} – amortyzacja,
{\displaystyle \Delta WC} – zmiana kapitału pracującego,
{\displaystyle CAPEX} – kapitałowe wydatki inwestycyjne,
{\displaystyle I} – odsetki – (ang. Interest).

## Kapitał pracujący –WC(ang.working capital)
Kapitał pracujący – {\displaystyle WC} (ang. working capital) to różnica między aktywami obrotowymi a zobowiązaniami krótkoterminowymi, która sugeruje, że firma ma wystarczającą płynność, aby sprostać krótkoterminowym zobowiązaniom, jednym z celów zarządzania gotówką jest minimalizacja nadwyżki lub niepotrzebnego kapitału obrotowego netto, a tym samym zmniejszenie kosztu posiadania nieefektywnych aktywów. Wzrost kapitału obrotowego tworzy lukę płynności, którą można pokryć krótkoterminową pożyczką na kapitał obrotowy, którą można spłacić środkami, które powstają jako różnica między aktywami obrotowymi a istniejącymi zobowiązaniami. Zatem w kontekście pojemności zadłużeniowej, wierzyciele są skłonni finansować powstałą lukę płynności, którą należy wyrazić w następujący sposób:
{\displaystyle WC=Stock+Debtors-Creditors,}
gdzie:
{\displaystyle WC} – kapitał pracujący,
{\displaystyle Stocks} – zapasy,
{\displaystyle Debtors} – należności krótkoterminowe z tytułu dostaw i usług,
{\displaystyle Creditors} – zobowiązania krótkoterminowe z tytułu dostaw i usług.

## Pojemność zadłużeniowa dla kredytu długoterminowego spłacanego wratach annuitetowych
Podstawę pojemności zadłużeniowej dla kredytu długoterminowego (o okresie spłaty powyżej 1 roku) stanowi dochód rozporządzalny dochód rozporządzalny {\displaystyle (DR)} albo wolne przepływy pieniężne (FCF). Wzór na pojemność zadłużeniową w przypadku kredytu długoterminowego spłacanego w ratach annuitetowych to:
{\displaystyle DC_{A}={\frac {\left({\frac {FCFn}{n}}\right)}{\left({\frac {i(1+n)^{n}}{((1+n)^{n-1})}}\right)}},}
gdzie:
{\displaystyle DC_{A}} – pojemność zadłużeniowa (maksymalna wartość kredytu dla wskazanego okresu w miesiącach {\displaystyle n}) w przypadku kredytu długoterminowego spłacanego w ratach annuitetowych,
{\displaystyle i} stopa procentowa okresu bazowego, jeżeli oprocentowanie roczne to {\displaystyle r,} to stopa procentowa miesięcznie wyniesie {\displaystyle i={\frac {r}{12}},}
{\displaystyle n} – ilość miesięcznych rat.
Jeżeli pojemność zadłużeniową chcemy badać dla okresów rocznych to {\displaystyle DC_{A}} należy wyznaczać dla poszczególnych okresów bazowych odpowiadających 12 miesięcznym rocznym {\displaystyle n=12,n=24,n=36,n=...,n=12n.}

## Pojemność zadłużeniowa dla kredytu długoterminowego spłacanego wratach malejących
Podstawę pojemności zadłużeniowej dla kredytu długoterminowego (o okresie spłaty powyżej 1 roku) stanowi dochód rozporządzalny dochód rozporządzalny {\displaystyle (DR)} albo wolne przepływy pieniężne (FCF). Wzór na pojemność zadłużeniową, w przypadku kredytu długoterminowego spłacanego w równych miesięcznych ratach kapitałowych {\displaystyle RM} wraz z miesięcznymi płatnościami odsetek (raty malejące) przyjmie postać:
{\displaystyle DC_{RM}={\frac {FCFn}{{\bigg (}\left({\frac {n(n+1)}{2}}\right)i+n{\bigg )}n}},}
gdzie:
{\displaystyle DC_{RM}} – pojemność zadłużeniowa (maksymalna wartość kredytu dla wskazanego okresu w miesiącach {\displaystyle n}) w przypadku kredytu długoterminowego spłacanego w ratach malejących,
{\displaystyle i} stopa procentowa okresu bazowego, jeżeli oprocentowanie roczne to {\displaystyle r,} to stopa procentowa miesięcznie wyniesie {\displaystyle i={\frac {r}{12}},}
{\displaystyle n} – ilość miesięcznych rat.
Jeżeli pojemność zadłużeniową chcemy badać dla okresów rocznych to {\displaystyle DC_{A}} należy wyznaczać dla poszczególnych okresów bazowych odpowiadających 12 miesięcznym rocznym {\displaystyle n=12,n=24,n=36,n=...,n=12n.}

## Pojemność zadłużeniowa dla kredytu w rachunku bieżącym spłacanego w ramachraty balonowej
W zakresie finansowania kapitału pracującego {\displaystyle WC} (ang. working capital) najpopularniejszym kredytem wśród przedsiębiorstw jest kredyt w rachunku bieżącym (ang. over draft), który charakteryzuje się, tym, że jest udzielany na rok, a jego spłata odbywa się na końcu okresu kredytowania, a odsetki są płatne miesięcznie (rata balonowa) – {\displaystyle _{RB}.}
Wzór na pojemność zadłużeniową dla kredytu w rachunku bieżącym z okresem spłaty 12 miesięcy lub dłuższym przyjmie postać:
{\displaystyle DC_{RB}={\frac {WCn}{(ni+1)}},}
natomiast wzór na pojemność zadłużeniową dla kredytu w rachunku bieżącym z okresem spłaty do 12 miesięcy przyjmie postać:
{\displaystyle DC_{RB}={WC\cdot 12-(WC\cdot 12\cdot i)\cdot n},}
gdzie:
{\displaystyle DC_{RB}} – pojemność zadłużeniowa (maksymalna wartość kredytu w rachunku bieżącym dla wskazanego okresu w miesiącach {\displaystyle n}) w przypadku gdy kapitał jest spłacany w całości na końcu okresu kredytowania a odsetki są płatne miesięcznie (rata balonowa),
{\displaystyle i} stopa procentowa okresu bazowego, jeżeli oprocentowanie roczne to {\displaystyle r,} to stopa procentowa miesięcznie wyniesie {\displaystyle i={\frac {r}{12}},}
{\displaystyle n} – ilość miesięcy.

## Przykład (wyznaczenie pojemności zadłużeniowej dla kredytu długoterminowego spłacanego wratach annuitetowych)
Firma generuje wolne przepływy pieniężne FCF rocznie w wysokości 60 tys. zł i chce ustalić ile maksymalnie może zaciągnąć kredytu (firma na spłatę kredytu będzie przeznaczać całość posiadanych wolnych przepływów pieniężnych). Bank umożliwia zaciągnięcie kredytu, który będzie spłacany w ratach annuitetowych oprocentowany rocznie w wysokości 5% na okres 120 miesięcy.
Oprocentowanie miesięcznie wyniesie:
{\displaystyle i={\frac {5\%}{12}}=0{,}4167\%=0{,}004167,}
Wolne przepływy pieniężne FCF miesięcznie wyniosą 5 tys. zł:
{\displaystyle FCF={\frac {60}{12}}=5,}
Podstawiając do wzoru:
{\displaystyle DC_{A}={\frac {\left({\frac {5\cdot 120}{120}}\right)}{\left({\frac {0{,}004167(1+120)^{120}}{((1+120)^{120-1})}}\right)}}=471{,}41.}
Firma może uzyskać kredyt w wysokości 417,41 tys. zł. Firma w okresie 10 lat wygeneruje łącznie 600 tys. zł wolnych przepływów pieniężnych. Odsetki do spłaty w tym czasie wyniosą 128,59 tys. zł (odsetki obliczamy jako różnicę pomiędzy wartością przepływów pieniężnych wynoszących 600 tys. zł a wartością wyznaczonej pojemności zadłużeniowej).
Przegląd wartości maksymalnej kredytu w zależności od okresu kredytowania:
| Okres w miesiącach | Odsetki % miesięcznie | Wartość kredytu {\displaystyle DC_{A}} | Odsetki | Suma kredytu i odsetek {\displaystyle DC_{B}} |
| ------------------ | --------------------- | -------------------------------------- | ------- | --------------------------------------------- |
| 12                 | 0,4167%               | 58,41                                  | 1,59    | 60,00                                         |
| 24                 | 0,4167%               | 113,97                                 | 6,03    | 120,00                                        |
| 36                 | 0,4167%               | 166,83                                 | 13,17   | 180,00                                        |
| 48                 | 0,4167%               | 217,11                                 | 22,89   | 240,00                                        |
| 60                 | 0,4167%               | 264,95                                 | 35,05   | 300,00                                        |
| 72                 | 0,4167%               | 310,46                                 | 49,54   | 360,00                                        |
| 84                 | 0,4167%               | 353,76                                 | 66,24   | 420,00                                        |
| 96                 | 0,4167%               | 394,95                                 | 85,05   | 480,00                                        |
| 108                | 0,4167%               | 434,13                                 | 105,87  | 540,00                                        |
| 120                | 0,4167%               | 471,41                                 | 128,59  | 600,00                                        |

## Przykład (wyznaczenie pojemności zadłużeniowej dla kredytu dla kredytu długoterminowego spłacanego wratach malejących)
Firma generuje wolne przepływy pieniężne FCF rocznie w wysokości 60 tys. zł i chce ustalić ile maksymalnie może zaciągnąć kredytu (firma na spłatę kredytu będzie przeznaczać całość posiadanych wolnych przepływów pieniężnych). Bank umożliwia zaciągnięcie kredytu, który będzie spłacany w ratach malejących oprocentowany rocznie w wysokości 5% na okres 120 miesięcy.
Oprocentowanie miesięcznie wyniesie:
{\displaystyle i={\frac {5\%}{12}}=0{,}4167\%=0{,}004167.}
Wolne przepływy pieniężne FCF miesięcznie wyniosą 5 tys. zł:
{\displaystyle FCF={\frac {60}{12}}=5.}
Podstawiając do wzoru:
{\displaystyle DC_{RM}={\frac {5\cdot 120}{{\bigg (}\left({\frac {120(120+1)}{2}}\right)0{,}004167+120{\bigg )}120}}=479{,}20.}
Firma może uzyskać kredyt w wysokości 479,20 tys. zł. Firma w okresie 10 lat wygeneruje łącznie 600 tys. zł wolnych przepływów pieniężnych. Odsetki do spłaty w tym czasie wyniosą 120,80 tys. zł (odsetki obliczamy jako różnicę pomiędzy wartością przepływów pieniężnych wynoszących 600 tys. zł a wartością wyznaczonej pojemności zadłużeniowej).
Przegląd wartości maksymalnej kredytu w zależności od okresu kredytowania:
| Okres w miesiącach | Odsetki % miesięcznie | Wartość kredytu {\displaystyle DC_{RM}} | Odsetki | Suma kredytu i odsetek {\displaystyle DC_{B}} |
| ------------------ | --------------------- | --------------------------------------- | ------- | --------------------------------------------- |
| 12                 | 0,4167%               | 58,42                                   | 1,58    | 60,00                                         |
| 24                 | 0,4167%               | 114,06                                  | 5,94    | 120,00                                        |
| 36                 | 0,4167%               | 167,12                                  | 12,88   | 180,00                                        |
| 48                 | 0,4167%               | 217,77                                  | 22,23   | 240,00                                        |
| 60                 | 0,4167%               | 266,17                                  | 33,83   | 300,00                                        |
| 72                 | 0,4167%               | 312,48                                  | 47,52   | 360,00                                        |
| 84                 | 0,4167%               | 356,81                                  | 63,19   | 420,00                                        |
| 96                 | 0,4167%               | 399,31                                  | 80,69   | 480,00                                        |
| 108                | 0,4167%               | 440,07                                  | 99,93   | 540,00                                        |
| 120                | 0,4167%               | 479,20                                  | 120,80  | 600,00                                        |

## Przykład (wyznaczenie pojemności zadłużeniowej dla kredytu w rachunku bieżącym spłacanego w ramachraty balonowej)
Firma generuje kapitał pracujący {\displaystyle WC} (ang. working capital) na dany dzień bilansowy w wysokości 60 tys. zł i chce ustalić ile maksymalnie może zaciągnąć kredytu w rachunku bieżącym (firma potrzebuje pokryć całą wartość genrowanego kapitału pracującego). Bank umożliwia zaciągnięcie kredytu, który będzie spłacony w ramach raty balonowej (spłata kapitału jednorazowo na koniec okresu kredytowania) oprocentowany rocznie w wysokości 5% na okres 12 miesięcy.
W przypadku klientów bankowości detalicznej zamiast wartości kapitał pracujący {\displaystyle WC} można wykorzystać wartość dochodu rozporządzalnego. W przypadku długu zaciąganego przez osoby fizyczne nie prowadzące działalności gospodarczej w formie tzw. over draftu (debt w koncie) podstawę pojemności zadłużeniowej, w praktyce bankowej stanowi wartość rocznego dochodu rozporządzalnego {\displaystyle (DR),} przez co max wartość over draftu ustala się w wysokości zbliżonej do rocznego {\displaystyle (DR)} – wynika to z faktu, że debet w koncie jest odnawiany co roku (należy pamiętać, że banki stosują własne indywidualne modele i zróżnicowane podejście, w przypadku over draftu max jego wartość najczęściej odpowiada od jednokrotnej do trzykrotnej wartości średniomiesięcznych wpływów na rachunek bankowy).
Oprocentowanie miesięcznie wyniesie:
{\displaystyle i={\frac {5\%}{12}}=0,4167\%=0,004167.}
Kapitał pracujący {\displaystyle WC} stanowiący jednocześnie wartość {\displaystyle DC_{B}} miesięcznie wyniesie 5 tys. zł:
{\displaystyle WC={\frac {60}{12}}=5.}
Podstawiając do wzoru (wzór na pojemność zadłużeniową dla kredytu w rachunku bieżącym z okresem spłaty do 12 miesięcy) otrzymamy maksymalną możliwą wartość kredytu w rachunku bieżącym:
{\displaystyle DC_{RB}={5\cdot 12-(5\cdot 12\cdot 0{,}004167)\cdot 12}=57.}
Firma może uzyskać kredyt w rachunku bieżącym na rok (ze spłatą po 12 miesiącach) w wysokości 57 tys. zł. Firma spłaci kredyt z wartości kapitału pracującego {\displaystyle WC} która wynosi 60 tys. zł. Odsetki do spłaty w tym czasie wyniosą 3 tys. zł (odsetki obliczamy jako różnicę pomiędzy wartością kapitał pracujący {\displaystyle WC} wynoszącą 60 tys. zł a wartością wyznaczonej pojemności zadłużeniowej).
Przegląd wartości maksymalnej kredytu w zależności od okresu kredytowania:
| Okres w miesiącach | Odsetki % miesięcznie | Wartość kredytu {\displaystyle DC_{RB}} | Odsetki | Suma kredytu i odsetek {\displaystyle DC_{B}} |
| ------------------ | --------------------- | --------------------------------------- | ------- | --------------------------------------------- |
| 1                  | 0,4167%               | 59,75                                   | 0,25    | 60,00                                         |
| 2                  | 0,4167%               | 59,50                                   | 0,50    | 60,00                                         |
| 3                  | 0,4167%               | 59,25                                   | 0,75    | 60,00                                         |
| 4                  | 0,4167%               | 59,00                                   | 1,00    | 60,00                                         |
| 5                  | 0,4167%               | 58,75                                   | 1,25    | 60,00                                         |
| 6                  | 0,4167%               | 58,50                                   | 1,50    | 60,00                                         |
| 7                  | 0,4167%               | 58,25                                   | 1,75    | 60,00                                         |
| 8                  | 0,4167%               | 58,00                                   | 2,00    | 60,00                                         |
| 9                  | 0,4167%               | 57,75                                   | 2,25    | 60,00                                         |
| 10                 | 0,4167%               | 57,50                                   | 2,75    | 60,00                                         |
| 11                 | 0,4167%               | 57,25                                   | 2,75    | 60,00                                         |
| 12                 | 0,4167%               | 57,00                                   | 3,00    | 60,00                                         |